# Facteur de forme (informatique)
Pour les articles homonymes, voir Facteur de forme.
En informatique, le facteur d'encombrement (on utilise parfois le terme anglais form factor) d'une carte mère spécifie ses dimensions. Le facteur d'encombrement le plus courant est l'ATX.
Ce terme peut s'appliquer à d'autres composants informatiques (écran, clavier, téléphone, etc.)